# A·S·沙苗爾
A·S·沙苗爾（A. S. Samuel，1906年8月22日—?），是一名馬來西亞已故男子羽球運動員，出生於吉隆坡。足球運動員A. L. Henry是他的兄弟。

## 簡歷
A·S·沙苗爾於1937年在首屆馬來亞羽球錦標賽中獲得男子單打和男子雙打冠軍。1939年，他參加了整個歐洲的比賽，並在那裡贏得了法國羽球公開賽和愛爾蘭羽球公開賽。在享有盛譽的全英羽球公開賽裡，他在半決賽的第三局曾經以10-1領先後來獲得冠軍的丹麥人塔格·麥德森。然而麥德森終究反超而以7-15、15-9、15-11贏得比賽。沙苗爾於1940年與羽球運動員塞西莉婭·陳結婚。他毫髮無損地在第二次世界大戰中倖存下來，並在1947年與曾官良一起贏得了印度全國羽毛球錦標賽（當時開放外國選手參加）男子雙打冠軍。